# Diporiphora reginae
Diporiphora reginae är en ödleart som beskrevs av  Ludwig Glauert 1959. Diporiphora reginae ingår i släktet Diporiphora och familjen agamer. Inga underarter finns listade i Catalogue of Life.